# Лімпопо
Лімпо́по, або Крокодилова (інколи помилково Лімпопо́; англ. Limpopo River) — річка у центральній частині Південної Африки, що переважно тече на схід, в напрямку до Індійського океану; друга за величиною африканська річка (після Замбезі), що впадає до Індійського океану.

## Гирло річки

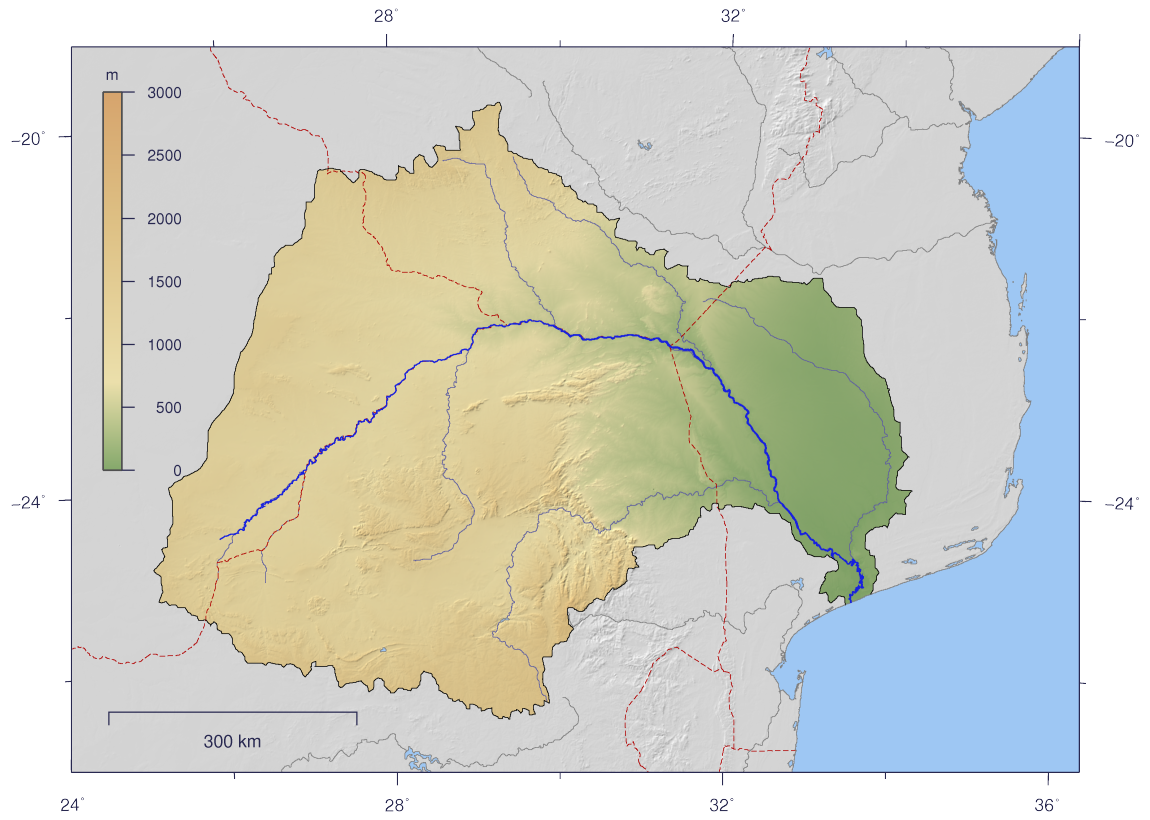
Басейн річки Лімпопо

Довжина річки Лімпопо — близько 1750 км; площа басейну становить 415 000 км².
Середній показник річних витрат води сягає 174,288 м³/с.
Води Лімпопо — повільні, замулені осадковими породами.
Дощове живлення є нерегулярним (сезонним) і має невелике значення. У посушливу пору року верхів'я річки заводнене лише протягом 40 днів (а то і менше).
Основна притока Лімпопо — Слоняча (Оліфант) річка (Olifants River, Mpumalanga, Elephant River). Інші притоки: річки Шаше (Shashe River), Мзінґване (Mzingwane River), Крокодиляча річка (Crocodile River), Мвенезі (Mwenezi River) і Лувуху (Luvuhu River).

## Географія протікання
Лімпопо бере свій початок на північних схилах височини Вітватерсранд, тече Мозамбіцькою низовиною до впадіння в Індійський океан.
Течія Лімпопо утворює своєрідну велику арку (або лук), вперше повертаючи зигзагом на північ і потому на північний схід, а вже далі повертаючи на схід і вже тоді на південний схід. Потому Лімпопо править за природний кордон завдовжки бл. 640 км між ПАР і Ботсваною (на її південному сході) та Зімбабве (на його крайньому півдні). Протягом течії Лімпопо є декілька стремнин.
У верхів'ї, особливо в пустелі Калахарі, річка маловодна і навіть пересихає, у пониззі — більш повноводна, і в період літніх дощів рівень води підвищується на 5—7 м. Діставшись гірської гряди Ватерберг, води Лімпопо течуть через території, зайняті біомами болотяних лісів, що частково скидають листя, і відносно слабко заселених. Долини пониззя річки є родючими і добре населеними. Подеколи паводки після бурхливих дощових сезонів створюють загрозу повеней, як це сталось у лютому 2000 року, що додатково було спричинено дією циклона.

## Використання
Басейн Лімпопо є основним місцем проживання бл. 14 млн осіб.
Біля гирла річки в Мозамбіку розташоване портове місто Шаї-Шаї (Xai-xai). Нижче за річку Оліфантс Лімпопо є придатною для судноплавання аж до гирла (вздовж бл. 160 км), хоча наявність піщаних барів істотно утруднює проходження габаритних човнів і кораблів, крім випадків високих припливів.
Воду Лімпопо та її приток використовують у сільському господарстві для зрошування.
У закутку басейну Лімпопо на північному сході (у ПАР) функціонує Національний парк Крюґера (Kruger National Park), через який протікає притока Оліфант (Слоняча).

## Історія і використання образу в літературі

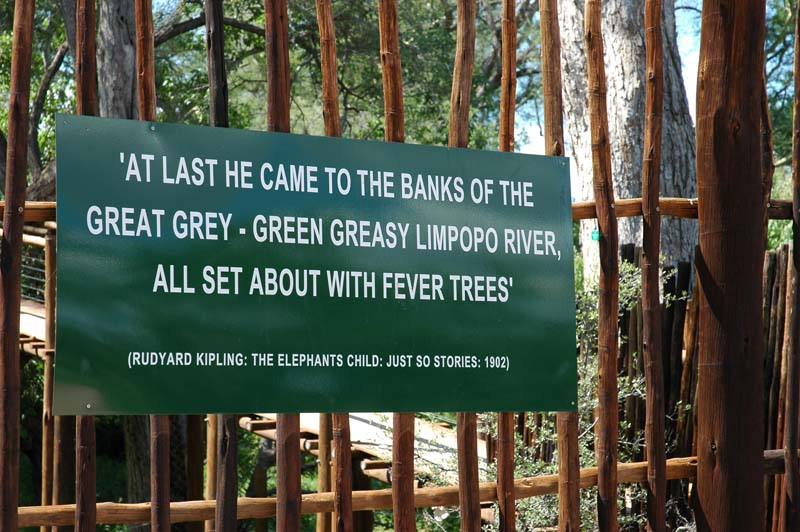
Табличка оглядового майданчика біля Лімпопо у Національному парку Мапунгубве (Mapungubwe National Park), Південна Африка

Португалець Васко да Гама, імовірно, був першим європейцем, що побачив і описав річку, коли під час своєї першої експедиції у 1498 році огинав її гирло. Однак, достеменним лишається факт, що терени долини Лімпопо були заселеними з незапам'ятних часів — так, у ході археологічних розкопок у долині Макапанс (Makapans Valley) біля міста Мокопане знайдені людські житла австралопітеків, вік яких датується 3½-мільйонною давниною.
Лімпопо нерідко згадується в літературі, зокрема, дитячій. Вперше збезсмертив річку відомий англійський письменник Редьярд Кіплінг у своїй оповідці «Слоненя» (The Elephant's Child) з циклу популярних «Як і Чому. Казки» (Just So Stories), де описав «велику сіро-зелену, замулену річку Лімпопо, вкриту рястом (англ. fever-trees „лихоманкові дерева“, [Acacia xanthophloea])», де живе «Двокольоровий пітон-брила»:
|  | ...the great grey-green, greasy Limpopo River, all set about with fever-trees, where the Bi-Coloured Python Rock-Snake dwells |

Уже у XX ст. популярний у дітей герой Лікар Айболить в однойменній російськомовній віршованій казці, створеній радянським дитячим письменником Корнієм Чуковським, вирушає до Лімпопо лікувати тамтешніх звірів від ангіни, скарлатини, дифтериту, бронхіту й апендициту.